# Trieces tobiasi
Trieces tobiasi är en stekelart som beskrevs av Valentina I. Tolkanitz 2004. Trieces tobiasi ingår i släktet Trieces och familjen brokparasitsteklar. Inga underarter finns listade i Catalogue of Life.